# Castello di Montmayeur
Das Castello di Montmayeur, auch Castello di Arvier genannt, (frz. Château de Montmayeur) ist die Ruine einer Höhenburg in der Gemeinde Arvier im Aostatal. Es liegt über der Einmündung des Valgrisenche-Tals auf der orographisch rechten Seite der Dora di Valgrisenche (it.) / Doire de Valgrisenche (frz.). Die Ruine ist öffentlich zugänglich. Man erreicht sie über einen Fußweg vom Dorf Grand-Haury aus.

## Lage

Grundriss der Burg von Montmayeur

Aus lithologischer Sicht ist der Felsen, auf dem die Burg von Montmayeur steht, albitischer, grauer Glimmerschiefer mit einer bräunlichen Patina, ausgezeichnet durch das Vorhandensein von Chlorit und Quarz: Er stammt aus Ablagerungen von Trümmern, die vulkanisches Material enthalten, und weist eine alpine Metamorphose auf.
Im 19. Jahrhundert erwarb sich die Burg den Namen „Nid de vautours“ (dt.: Geiernest) wegen ihrer uneinnehmbaren Lage.
Von der Burg aus sieht man die Felswand von La Ravoire.

## Geschichte

Der Burgturm auf einem alten Foto

Die Burg von Montmayeur ließ im 13. Jahrhundert die Familie der Grafen von Montmayeur auf einer natürlichen Erhebung bauen, auf der man es noch heute findet. Mit Sicherheit der Bergfried, wenn nicht die gesamte Burg, gehen auf das Jahr 1271 zurück, als Anselme und Aymon d’Avise an Philipp I. von Savoyen der feudalen Tribut für „Rupem Arbareti vel Montis Melioris“ zahlten, in dem der Graf ihnen die Erlaubnis zu Bau gab. Aus einem anderen Dokument der Grafen vom Bailly von Aosta geht jedoch hervor, dass die Burg 1312 gebaut worden sei.
Anfang des 14. Jahrhunderts bildete das Lehen Montmayeur einen Teil der Herrschaft von Avise, die ein Sesto bildete. 1309/1310 erwarb der Graf von Savoyen das Lehen von Aymonet und Faucon de Montmayeur und 1323 ließ er sie von seinen Armeen bewachen. 1337 lag die Burg von Montmayeur zwischen den Ein- und den Ausgaben, die bei den Audienzen vorgelegt wurden und stand dem Bailly, dem Kastellan von Châtel-Argent und Montmayeur, zur Verfügung.
1351 gehörte die Burg wieder dem Haus Savoyen, wurde aber 1359 an Pierre de Montmayeur anlässlich seiner Investitur verlehnt und 1430 an die Gebrüder D’Avise. Jean-Baptiste de Tillier bestätigte, dass die Burg von Montmayeur und das Burg von Rochefort immer noch bewohnt waren, da in den Akten der Generalaudienz die Anwesenheit von Garnisonen verzeichnet ist.

## Legende
Nach einer Legende hat ein Graf von Montmayeur, der vom Gericht in Chambéry im Streit mit einem Vetter für schuldig befunden worden war, um 1450 den Vorsitzenden des Gerichts, Guy de Feissigny, zur Entschuldigung eingeladen und, als sie an seinem Haus ankamen, ihn köpfen lasen. Der Kopf des Präsidenten sei dann den Richtern in Chambéry als „Dokument, das im Prozess gefehlt habe,“ übergeben worden. Um seiner Gefangennahme zu entkommen, sei der Graf von Montmayeur in die Berge geflohen und habe dort die Festung Montmayeur bauen lassen.

## Beschreibung
Heute besteht die Anlage vorwiegend aus Ruinen; die Burg ist seit Jahrhunderten unbewohnt und es blieben nur wenige Spuren übrig: Ein Bergfried, der sich als Rundturm mit Schwalbenschwanzzinnen erhebt, ist von zahlreichen Resten des Mauerrings und den Resten des eigentlichen Burgkomplexes umgeben.

## Galeriebilder

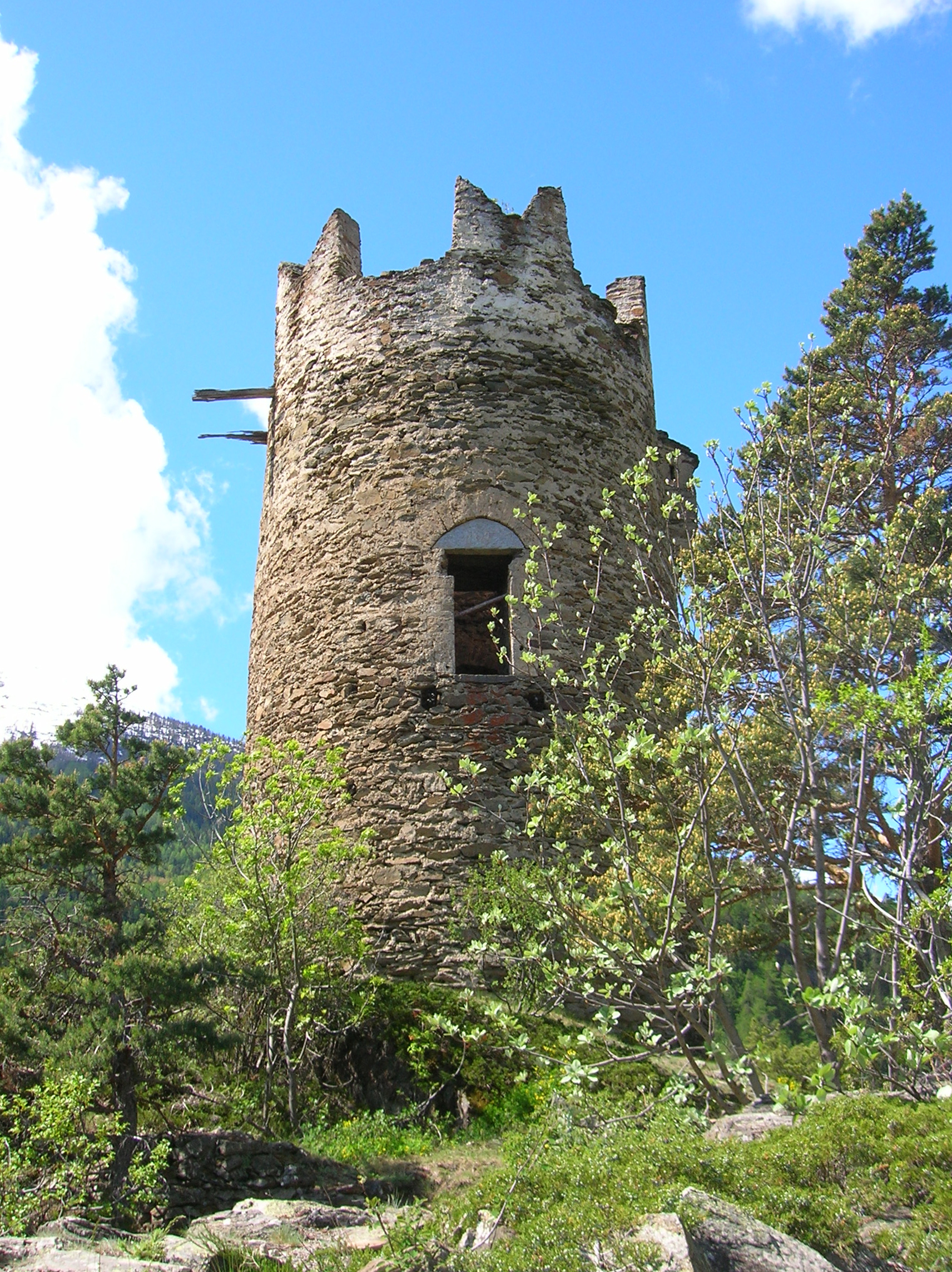
Der erhöhte Eingang zum Turm
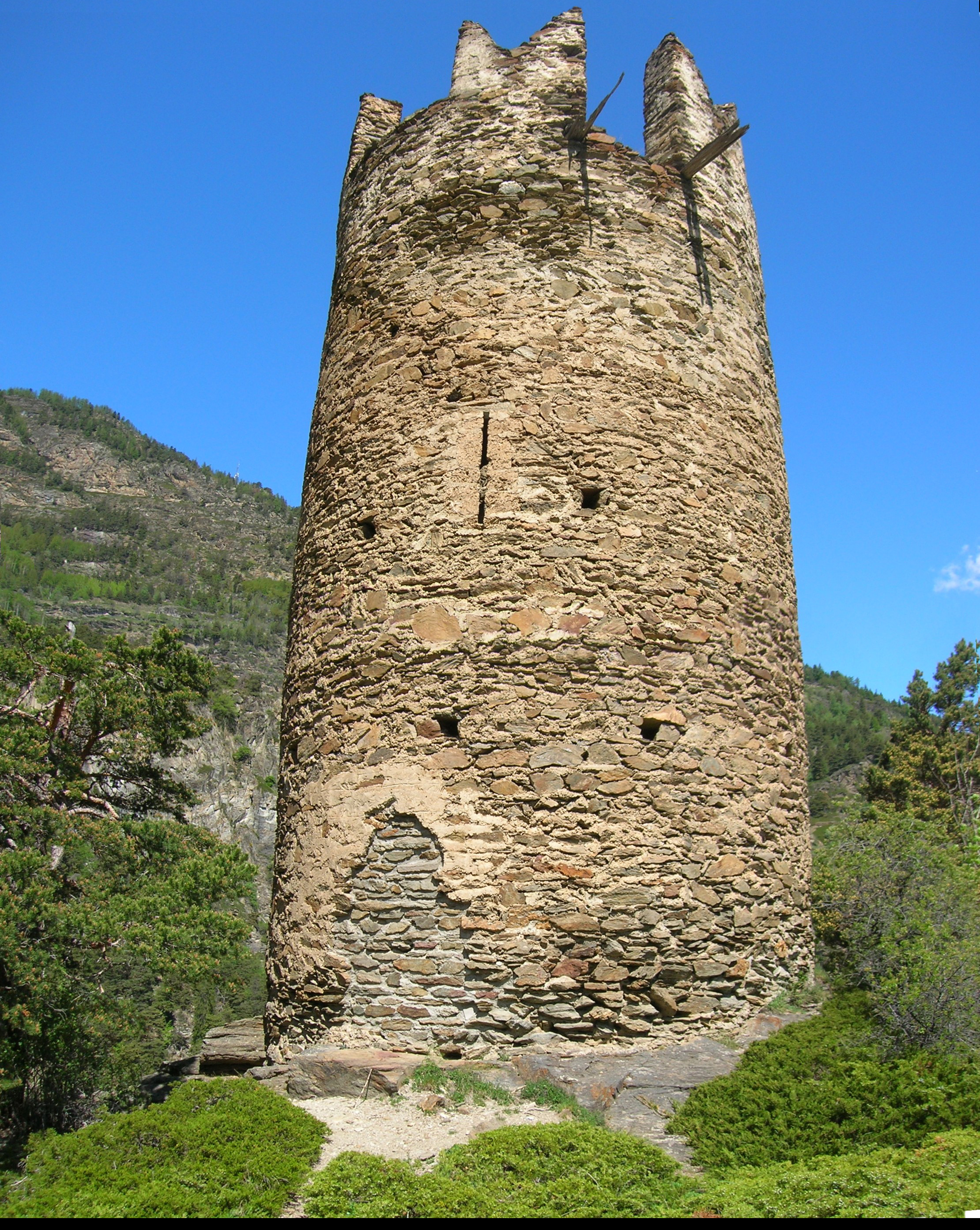
Bei den Restaurierungsarbeiten wurde die Öffnung an der Basis des Turms verschlossen.
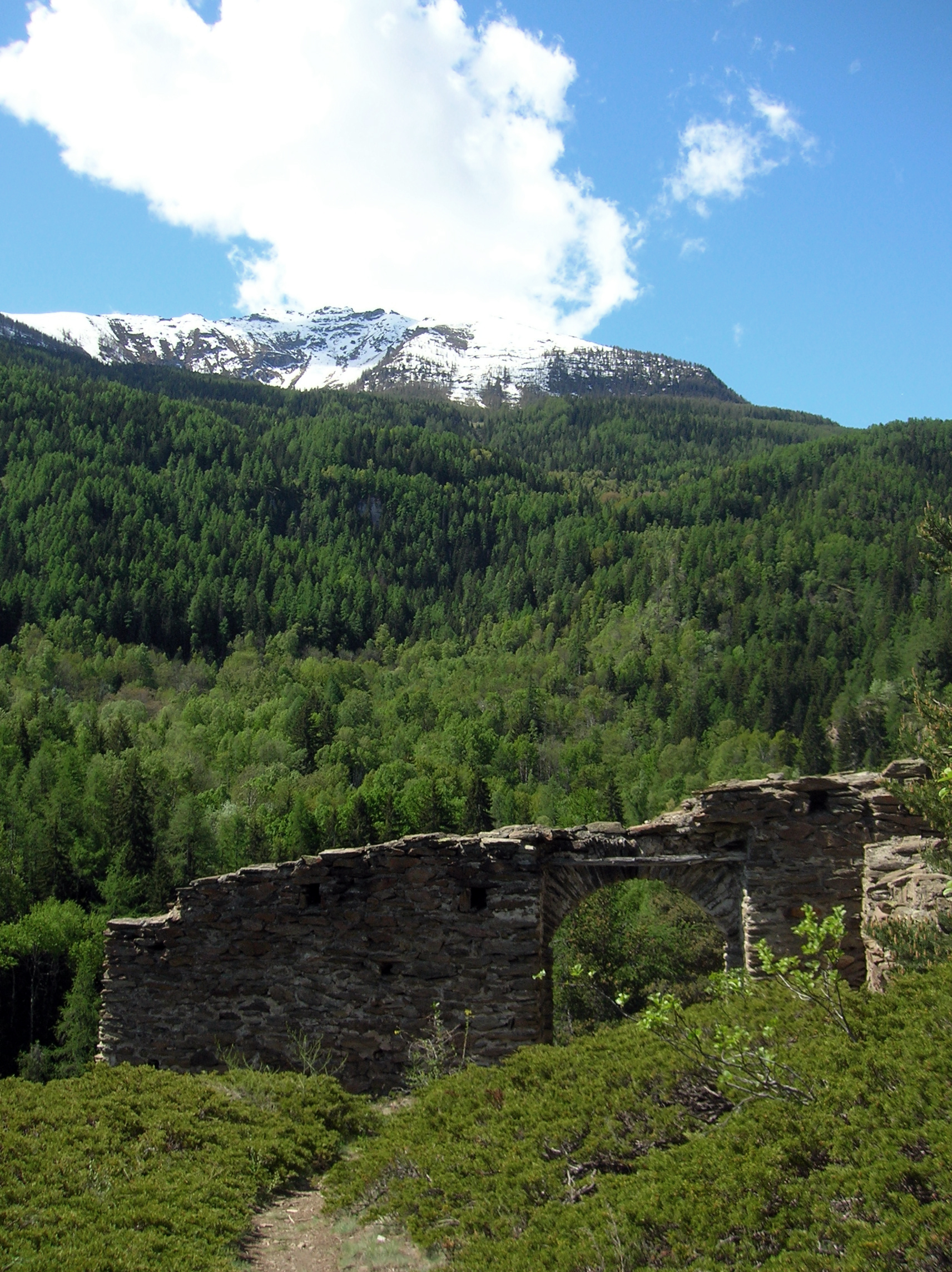
Mauerreste